# Reľov
Reľov (in ungherese Relyó, in tedesco Rillen) è un comune della Slovacchia facente parte del distretto di Kežmarok, nella regione di Prešov.